# Eugoa similis
Eugoa similis är en fjärilsart som beskrevs av Rothschild 1913. Eugoa similis ingår i släktet Eugoa och familjen björnspinnare. Inga underarter finns listade i Catalogue of Life.